# Charmoy (Aube)
Charmoy es una comuna francesa situada en el departamento de Aube, en la región de Gran Este.

## Demografía
| 53 | 51 | 73 | 62 | 57 | 63 | 65 |
| Para los censos de 1962 a 1999 la población legal corresponde a la población sin duplicidades (Fuente: INSEE [Consultar]) |    |    |    |    |    |    |